# Siratangare
De siratangare (Stilpnia phillipsi synoniem: Tangara phillipsi) is een zangvogel uit de familie Thraupidae (tangaren). De vogel werd al in 1969 ontdekt en verzameld en in 1987 geldig beschreven.

## Verspreiding en leefgebied
Deze soort is endemisch in een geïsoleerde, oostelijke uitloper van de Andes in Oost-Peru op de grens van de provincies Huánuco, Ucayali en Pasco (het - gebrekkig- beschermde gebied Cerro del Sira). De leefgebieden liggen in natuurlijke, montane bossen op hellingen tussen de 1300 en 1600 m boven zeeniveau.